# Lawtell
Lawtell es un lugar designado por el censo ubicado en la parroquia de St. Landry en el estado estadounidense de Luisiana. En el Censo de 2010 tenía una población de 1198 habitantes y una densidad poblacional de 111,59 personas por km².

## Geografía
Lawtell se encuentra ubicado en las coordenadas 30°30′46″N 92°11′00″O / 30.51278, -92.18333. Según la Oficina del Censo de los Estados Unidos, Lawtell tiene una superficie total de 10.74 km², de la cual 10.74 km² corresponden a tierra firme y (0%) 0 km² es agua.

## Demografía
Según el censo de 2010, había 1198 personas residiendo en Lawtell. La densidad de población era de 111,59 hab./km². De los 1198 habitantes, Lawtell estaba compuesto por el 46.41% blancos, el 49.58% eran afroamericanos, el 0.17% eran amerindios, el 0.17% eran asiáticos, el 0% eran isleños del Pacífico, el 1.84% eran de otras razas y el 1.84% pertenecían a dos o más razas. Del total de la población el 2.42% eran hispanos o latinos de cualquier raza.